# Raveniopsis linearis
Raveniopsis linearis är en vinruteväxtart som först beskrevs av Henry Allan Gleason, och fick sitt nu gällande namn av Richard Sumner Cowan. Raveniopsis linearis ingår i släktet Raveniopsis och familjen vinruteväxter. Inga underarter finns listade i Catalogue of Life.